# Aeroportul Bairnsdale
Aeroportul Bairnsdale (IATA: BSJ, ICAO: YBNS) este un aeroport din Victoria, Australia.
Situat la o altitudine de 52 m, aeroportul dispune de o singură pistă. Este operat de Shire of East Gippsland⁠(d).